# گران‌سهره ارغوانی
گران‌سهره ارغوانی (نام علمی: Granatina ianthinogaster)، یک گونه رایج از خانوادهٔ سهرگان ریز است که در شرق آفریقا یافت می‌شود.
این گونه در بوته‌های خشک نیمه‌گرمسیری و گرمسیری (دشت‌ها) در اتیوپی، کنیا، سومالی، سودان جنوبی، تانزانیا و اوگاندا یافت می‌شود که میزان گسترش جهانی برآوردی ۱۵۰۰۰۰۰ کیلومتر مربع است. وضعیت گونه به عنوان کمترین نگرانی ارزیابی می‌شود.